# Expedição francesa à Irlanda (1796)
A Expedição Francesa à Irlanda, conhecida em francês como Expédition d'Irlande ("Expedição à Irlanda"), foi uma tentativa malsucedida da República Francesa de ajudar a ilegal Sociedade dos Irlandeses Unidos, um popular grupo rebelde republicano irlandês, em seu planejado rebelião contra o domínio britânico durante as Guerras Revolucionárias Francesas. Os franceses pretendiam desembarcar uma grande força expedicionária na Irlanda durante o inverno de 1796-1797, que se juntaria aos Irlandeses Unidos e expulsaria os britânicos da Irlanda. Os franceses previram que este seria um grande golpe para o moral, o prestígio e a eficácia militar britânicos, e também pretendia ser possivelmente o primeiro estágio de uma eventual invasão da própria Grã-Bretanha. Para este fim, o Diretório reuniu uma força de aproximadamente 15.000 soldados em Brest sob o comando do General Lazare Hoche durante o final de 1796, em preparação para um grande desembarque na Baía de Bantry em dezembro.
A operação foi lançada durante um dos invernos mais tempestuosos do século XVIII, com a frota francesa despreparada para condições tão severas. As fragatas britânicas de patrulha observaram a partida da frota e notificaram a Frota do Canal Britânica, a maior parte da qual estava abrigada em Spithead durante o inverno. A frota francesa recebeu ordens confusas ao deixar o porto e se espalhou pelos arredores de Brest: um navio naufragou, com grande perda de vidas e os outros amplamente dispersos. Separada, a maior parte da frota francesa conseguiu chegar à Baía de Bantry no final de Dezembro, mas os seus comandantes foram desviados quilómetros do curso e sem eles a frota não tinha certeza de que acção tomar, sendo impossíveis desembarques anfíbios devido às condições meteorológicas, que eram as pior registrado desde 1708. Em uma semana, a frota se desfez, pequenos esquadrões e navios individuais voltando para Brest em meio a tempestades, neblina e patrulhas britânicas.
Os britânicos foram em grande parte incapazes de interferir na frota francesa antes, durante ou depois da tentativa de invasão. Alguns navios operando em Cork capturaram navios de guerra e transportes franceses isolados, mas a única resposta britânica significativa veio do capitão Sir Edward Pellew, que conseguiu levar o navio francês da linha Droits de l'Homme para terra na ação de 13 de janeiro de 1797 com a perda de mais de 1.000 vidas. No total, os franceses perderam 12 navios capturados ou naufragados e milhares de soldados e marinheiros afogaram-se, sem que um único homem chegasse à Irlanda a não ser como prisioneiros de guerra. Ambas as marinhas foram criticadas pelos seus governos pelo seu comportamento durante a campanha, mas os franceses foram encorajados a lançar uma segunda tentativa em 1798, desembarcando com sucesso 2.000 homens em agosto, mas não conseguindo influenciar a rebelião irlandesa e novamente perdendo um número significativo de homens e navios.

## Antecedentes
Após a Revolução Francesa iniciada em 1789, a causa do republicanismo foi assumida em muitos países, incluindo o Reino da Irlanda, na época governado pelo Reino da Grã-Bretanha.  A oposição ao domínio britânico existia na Irlanda há séculos, mas o exemplo francês, combinado com a imposição das Leis Penais que discriminavam a maioria católica e uma grande minoria presbiteriana, levou à criação da Sociedade dos Irlandeses Unidos, uma ampla organização não-governamental. coligação sectária de grupos que procuram criar uma República Irlandesa.  Inicialmente um movimento político não violento, os Irlandeses Unidos foram forçados a operar como uma sociedade secreta depois que a adesão foi tornada ilegal em 1793, com a eclosão das Guerras Revolucionárias Francesas. Decidindo que a sua única esperança de criar a República da Irlanda residia na revolta armada, os Irlandeses Unidos começaram a organizar e armar secretamente as suas forças. Em busca de ajuda externa, dois de seus líderes, Lord Edward FitzGerald e Arthur O'Connor viajaram para Basileia para se encontrarem com o general francês Lazare Hoche.  Seus esforços foram apoiados pelo advogado protestante de Dublin Theobald Wolfe Tone, que viajou a Paris para apelar pessoalmente ao Diretório Francês.  Durante este período, o governo britânico revogou algumas das Leis Penais, numa tentativa de reprimir a agitação. 

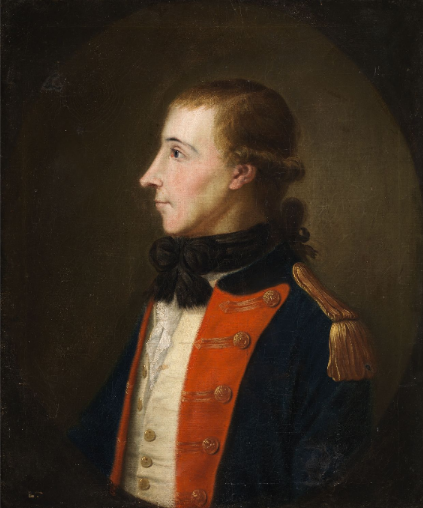
Um retrato de Wolfe Tone

A Primeira República Francesa planeava há muito tempo uma invasão das Ilhas Britânicas, mas as suas ambições tinham sido repetidamente frustradas por outros fatores, incluindo outras frentes das Guerras Revolucionárias, a Guerra da Vendeia e o estado deplorável da Marinha Francesa.  Este último problema foi um grande motivo de preocupação: a Marinha sofreu muito com a remoção do seu corpo de oficiais durante a Revolução e depois suportou uma série de reveses militares, culminando na derrota tática no Glorioso Primeiro de Junho de 1794 e no desastroso Croisière du Grand Hiver em 1795.  Depois de garantir a paz em várias frentes em 1795, o novo Diretório Francês decidiu que a Grã-Bretanha era um dos seus oponentes remanescentes mais perigosos e decidiu derrotá-la através da invasão. 
As aplicações de Tone intrigaram o Diretório, que entendeu que ao atacar a Irlanda estariam atacando a parte menos defensável das Ilhas Britânicas . O apoio ao governo britânico foi mais fraco lá e os Irlandeses Unidos afirmaram com otimismo ser capazes de reunir um exército irregular de até 250.000 pessoas esperando para se juntar aos franceses assim que desembarcassem,  com a atração adicional de que um estabelecimento bem-sucedido de um A República da Irlanda provaria ser um golpe ideológico para a República Francesa.  Finalmente e mais significativamente, uma grande força expedicionária na Irlanda poderia fornecer um trampolim ideal para uma invasão da Grã-Bretanha, especialmente em combinação com um plano então em desenvolvimento para desembarcar 2.000 criminosos uniformizados na Cornualha, que distrairiam o exército britânico durante a invasão da Irlanda e poderia potencialmente fornecer uma base para operações futuras. 

## Preparação
Com o fim da Guerra da Vendeia e a paz com a Espanha, importantes forças francesas foram disponibilizadas para a operação, a ser liderada pelo General Hoche e programada para o final de outubro de 1796. Hoche foi um comandante militar de sucesso, que derrotou os monarquistas da Vendéia e posteriormente se envolveu no planejamento da invasão da Cornualha. Um corpo de soldados veteranos e toda a Frota Atlântica Francesa foram colocados à sua disposição, baseados no principal porto marítimo atlântico de Brest.  O número de soldados destinados à invasão é incerto; o Diretório Francês sugeriu que seriam necessários 25.000 homens, os delegados irlandeses insistindo que 15.000 seriam suficientes.  As estimativas do número de soldados eventualmente embarcados variam entre 13.500 e 20.000.[a]
Em agosto, o plano já estava atrasado: a grave escassez de provisões e salários atrasou o trabalho nos estaleiros de Brest, enquanto as tropas reservadas para a invasão da Cornualha se mostraram pouco confiáveis, desertando em grande número. Uma viagem prática da frota de invasão da Cornualha terminou em fracasso total, pois os pequenos navios destinados à operação revelaram-se incapazes de operar em mar aberto. O plano foi abandonado e os soldados confiáveis da unidade foram incorporados à força expedicionária da Irlanda e o restante voltou para a prisão.  Os reforços da Frota do Mediterrâneo também foram atrasados: sete navios da expedição comandada pelo Contre-almirante Joseph de Richery tiveram que se abrigar da esquadra de bloqueio britânica em Rochefort, só chegando a Brest em 8 de dezembro, enquanto uma segunda esquadra comandada pelo Contre-almirante Pierre-Charles Villeneuve só chegou depois da partida da força expedicionária. 
Ao longo do final de 1796, o progresso da expedição vacilou. Hoche culpou publicamente o comando naval e, especificamente, o vice-almirante Villaret de Joyeuse pelo atraso, a quem acusou de estar mais interessado no planejamento de uma proposta de invasão da Índia. Em outubro, Villaret foi substituído pelo vice-almirante Morard de Galles e os planos da Índia foram cancelados, enquanto Hoche foi colocado no comando direto da disciplina dentro da frota.  Na segunda semana de dezembro a frota estava pronta, composta por 17 navios de linha, 13 fragatas e 14 outras embarcações, incluindo vários transportes de grande porte criados a partir da retirada dos canhões de fragatas antigas para maximizar o espaço de carga.  Cada navio da linha transportava 600 soldados, as fragatas 250 e os transportes aproximadamente 400. Incluíam-se unidades de cavalaria, artilharia de campanha e suprimentos militares substanciais para armar os milhares de voluntários irlandeses esperados. Hoche ainda estava insatisfeito, anunciando ao Diretório em 8 de dezembro que preferia liderar seus homens em qualquer outra operação do que no ataque planejado à Irlanda. Ele foi apoiado por Morard de Galles, que admitiu que seus homens eram tão inexperientes no mar que os encontros com o inimigo deveriam ser evitados sempre que possível. 

## Partida
Apesar das dúvidas dos comandantes da expedição, a frota deixou Brest conforme programado em 15 de dezembro de 1796, um dia antes de uma mensagem do Diretório cancelando toda a operação.  De Galles sabia que os britânicos estariam vigiando o porto de Brest: suas fragatas eram uma presença constante como parte do Esquadrão Costeiro do bloqueio. Em um esforço para disfarçar as intenções de sua força, ele primeiro ancorou na baía de Camaret e emitiu ordens para que seus navios passassem pelo Raz de Sein.  O Raz era um canal estreito e perigoso repleto de rochas e bancos de areia e sujeito a fortes ondas durante o mau tempo, mas também obscurecia o tamanho, a força e a direção da frota francesa da esquadra britânica offshore, que os batedores franceses afirmavam consistir em 30 navios. 
Apesar dos relatórios franceses, o principal esquadrão de bloqueio britânico esteve ausente das abordagens a Brest durante a noite de 15 de dezembro. A maior parte da frota retirou-se para um dos portos do Canal Britânico para evitar as tempestades de inverno, enquanto o esquadrão restante sob o comando do contra-almirante John Colpoys foi forçado a recuar 40 milhas náuticas (74 km) para o Atlântico para evitar o risco de ser conduzido para a costa rochosa da Biscaia Francesa durante uma tempestade.  Os únicos navios britânicos à vista de Brest eram um esquadrão de fragatas, composto por HMS Indefatigable, HMS Amazon, HMS Phoebe, HMS Révolutionnaire e o lugre HMS Duke of York, sob o comando do capitão Sir Edward Pellew em Indefatigable.  Pellew notou os preparativos franceses em 11 de dezembro e imediatamente enviou Phoebe para avisar Colpoys e Amazon a Falmouth, para alertar o Almirantado . Ele permaneceu ao largo de Brest com o resto do esquadrão e avistou a principal frota francesa às 15h30 do dia 15 de dezembro, trazendo suas fragatas para a costa em direção à Baía de Camaret para estabelecer seu tamanho e finalidade.  Às 15h30 do dia 16 de dezembro, os franceses partiram da baía, Pellew observando de perto e despachando o Revolutionnaire para ajudar na busca por Colpoys. 

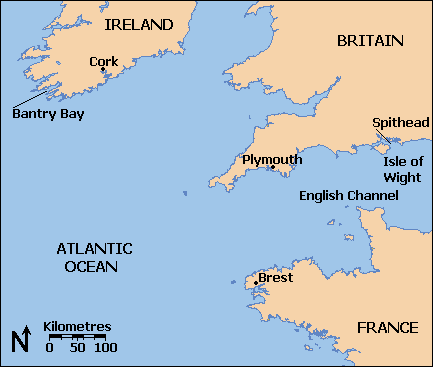
As abordagens ocidentais. A frota francesa foi espalhada por esta área durante a campanha.

Morard de Galles passou a maior parte do dia 16 de dezembro se preparando para a passagem pelo Raz de Sein, posicionando navios-farol temporários no canal para alertar sobre perigos e dando instruções sobre o uso de foguetes de sinalização durante a passagem. A frota atrasou-se tanto nesta obra que começou a escurecer antes de os preparativos serem concluídos e ele abandonou o plano por volta das 16h00 e sinalizou para a frota partir pelo canal principal do porto, liderando o caminho na sua nau capitânia, o fragata Fraternité.  Estava tão escuro quando o sinal foi dado que a maioria dos navios não conseguiu vê-lo, Fraternité e a corveta Atalante tentando notificá-los por sinal de foguete. Esses sinais eram confusos e muitos navios não conseguiam entender, navegando para Raz de Sein em vez de para o canal principal. Pellew aumentou o problema ao avançar à frente da frota brilhando com luzes azuis e disparando foguetes, confundindo ainda mais os capitães franceses quanto à sua localização. 
Quando amanheceu em 17 de dezembro, a maior parte da frota francesa estava espalhada pelos arredores de Brest. O maior grupo intacto foi o do vice-almirante François Joseph Bouvet, que passou pelo Raz de Sein com nove navios de linha, seis fragatas e um transporte.  Os demais navios, incluindo o Fraternité, que também transportava o General Hoche, estavam sozinhos ou em pequenos grupos; os capitães forçaram a abertura de suas ordens secretas para descobrir seu destino, na ausência de instruções de qualquer comandante. Um navio foi perdido; o navio de 74 canhões da linha Séduisant atingiu a rocha Grand Stevenent durante a noite e afundou com a perda de 680 vidas.  Ela também disparou vários foguetes e armas de sinalização em um esforço para atrair a atenção, conseguindo apenas aumentar a confusão na frota.  Pellew, incapaz de afetar a grande força francesa, navegou para Falmouth para telegrafar seu relatório ao Almirantado e reabastecer seus suprimentos. 

## Viagem à Irlanda
Em 19 de dezembro, Bouvet reuniu 33 navios e definiu um curso para Mizen Head, no sul da Irlanda, o ponto de encontro designado onde foi instruído por suas ordens seladas a esperar cinco dias por novas instruções da França. Um dos navios ainda desaparecidos era o Fraternité . Apesar do desaparecimento dos seus comandantes, a frota francesa continuou até à baía de Bantry, navegando através de ventos fortes e nevoeiro espesso, o que atrasou a sua chegada até 21 de dezembro.  Enquanto Bouvet navegava para a Irlanda, Fraternité cruzou as Abordagens Ocidentais em busca da frota, acompanhada por Nestor, Romaine e Cocarde.  Passando involuntariamente pela frota de Bouvet no nevoeiro, de Galles separou-se de seu pequeno esquadrão perto do ponto de encontro em 21 de dezembro, apenas para descobrir uma fragata britânica imediatamente à frente. Recuando da ameaça, Fraternité foi perseguida até o Atlântico antes que pudesse escapar do perseguidor não identificado. Na viagem de volta, de Galle encontrou os ventos contra ele e levou oito dias para recuperar Mizen Head. 
Phoebe não encontrou Colpoys até 19 de dezembro, nas profundezas do Golfo da Biscaia. No dia seguinte, ele avistou o atrasado esquadrão francês sob o comando de Villeneuve e iniciou a perseguição, mas Villeneuve conseguiu escapar da perseguição de Colpoys em um vendaval, alcançando Lorient à frente dos britânicos, cujos navios foram gravemente danificados pela tempestade. Incapaz de continuar as operações, Colpoys foi forçado a recuar para Spithead para reparos.  A resposta da Frota do Canal sob o comando de Lord Bridport foi igualmente ineficaz. A notícia da partida francesa de Brest só chegou a Plymouth, o porto mais a oeste da frota britânica, em 20 de dezembro. Muitos dos navios de Bridport, baseados em Spithead, não estavam prontos para o mar e vários dias se passaram até que navios suficientes fossem tripulados e equipados para o serviço. A ordem para deixar o porto foi emitida em 25 de dezembro, mas a frota foi quase imediatamente lançada no caos quando o grande HMS Prince de segunda categoria  saiu de controle e colidiu com o HMS Sans Pareil de 80 canhões. Quase ao mesmo tempo, outro HMS Formidable de segunda categoria, foi levado contra o HMS Ville de Paris, de primeira classe, com 100 canhões, por ventos fortes, enquanto o HMS Atlas com 98 canhões encalhou.  Todos os cinco navios foram obrigados a entrar no cais para reparos extensos, negando a Bridport seus navios mais fortes e atrasando ainda mais sua partida. Quando finalmente chegou a St Helens, o ponto de partida do Solent, o vento soprava de oeste e os seus oito navios restantes ficaram imóveis até 3 de janeiro. 
Na ausência de Morard de Galles e Hoche, Bouvet e o seu homólogo do exército, o general Emmanuel de Grouchy, deram ordens em 21 de dezembro para que a frota ancorasse em preparação para os desembarques no dia seguinte. Os pilotos marítimos locais, acreditando que a frota era britânica, remaram até os navios e foram apreendidos, fornecendo aos franceses guias para os melhores locais de desembarque.  Durante a noite de 21 de dezembro, o tempo piorou repentina e significativamente, com vendavais do Atlântico trazendo nevascas que esconderam a costa e obrigaram a frota a ancorar ou correr o risco de naufragar. Eles permaneceram na baía por quatro dias no inverno mais frio registrado desde 1708.  Os inexperientes marinheiros franceses, sem roupas de inverno, não conseguiram operar seus navios. Em terra, as forças da milícia local foram comandadas pelo proprietário de terras local Richard White, assumindo posições em antecipação ao desembarque francês.  Em 24 de dezembro, o vento diminuiu e um conselho de guerra foi convocado entre os oficiais superiores da expedição. Juntos, resolveram forçar o pouso apesar do tempo, identificando um riacho próximo como o ponto mais seguro e dando ordens para que a operação prosseguisse na primeira luz do dia 25 de dezembro.  Durante a noite o tempo piorou mais uma vez e pela manhã as ondas eram tão violentas que quebravam na proa de muitos navios. As âncoras foram arrastadas e vários navios foram arremessados para fora da baía e para o Atlântico, incapazes de retornar contra o vento. Na tempestade, o maior navio da linha, o Indomptable, colidiu com a fragata Résolue e ambos sofreram graves danos.  O HMS Monarch, nau capitânia do vice-almirante Sir George Elphinstone que retornava da bem-sucedida invasão da Colônia do Cabo, foi atingido pela tempestade e passou direto pela frota francesa sem perceber o perigo, ancorando incapacitado em Crookhaven. 

### Colapso da expedição

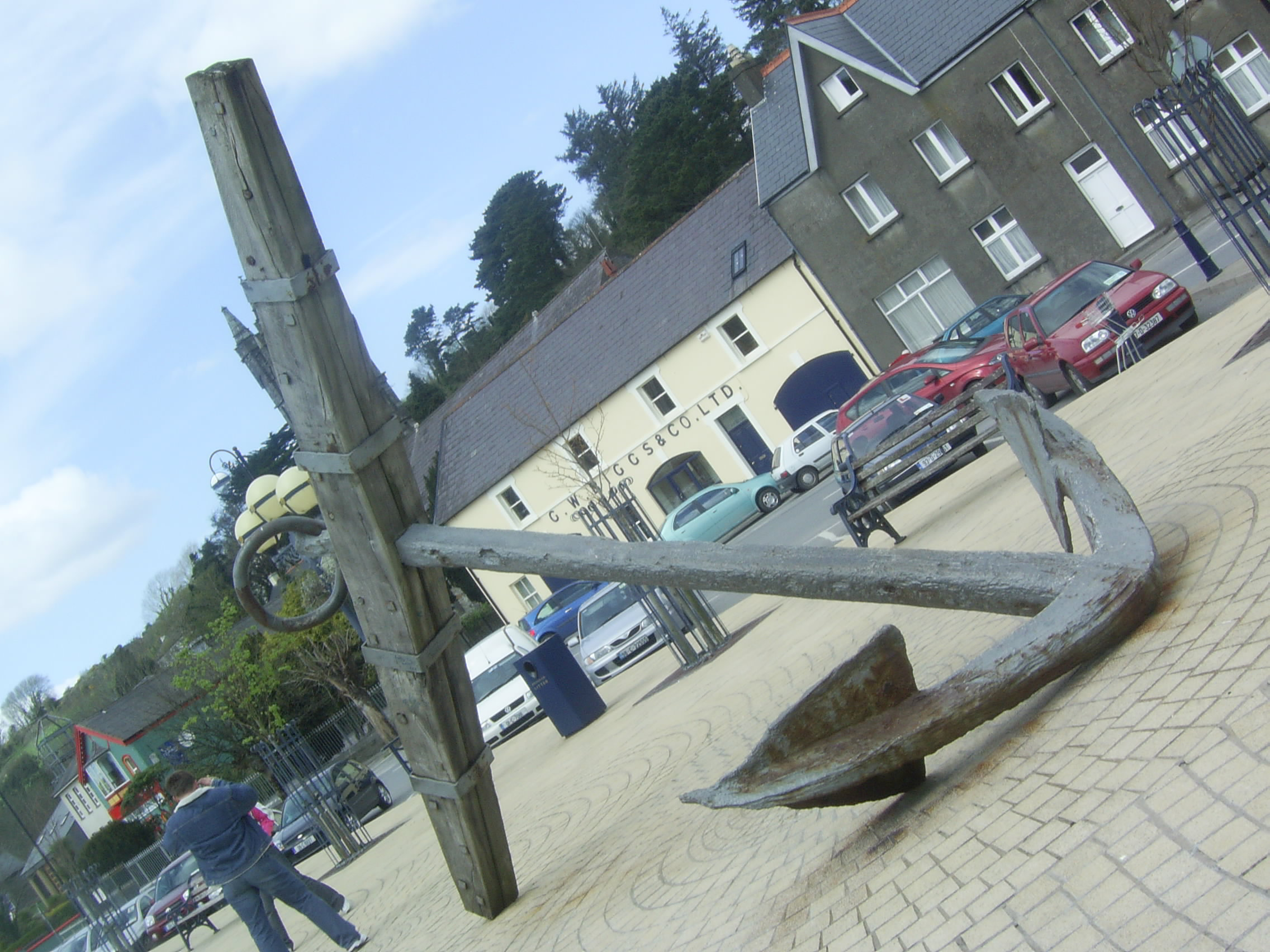
Âncora da expedição francesa de 1796, descoberta a nordeste da ilha Whiddy, Bantry Bay, 1981.

Durante mais quatro dias, os navios de Bouvet foram atingidos pelos ventos fortes, nenhum deles conseguindo aproximar-se da costa sem grave risco de serem destruídos na costa rochosa. Perdendo suas âncoras quando os cabos se romperam, muitos navios foram forçados a correr contra o vento e se espalhar pelas abordagens ocidentais.  Outros foram destruídos: um navio americano chamado Ellis, passando perto de Crookhaven em 29 de dezembro, encontrou uma embarcação chafurdando nas ondas, desmastreada e com o convés coberto de corpos. O capitão americano Harvey relatou que se aproximou do navio, mas não conseguiu ajudá-lo devido à tempestade e, enquanto observava, o navio foi levado para terra e destruído. Tratava-se da fragata Impatiente, de 44 canhões, da qual apenas sete homens sobreviveram do seu complemento de 550 tripulantes e passageiros.  Harvey também contou ter encontrado a Révolution e a fragata Scévola. O capitão Pierre Dumanoir le Pelley estava em processo de remoção da tripulação e dos passageiros de Scévola antes de ela naufragar, o mau tempo tendo reduzido a fragata de 40 canhões a afundar.  Ellis não foi o único navio a descobrir o Révolution; a tão esperada Fraternité encontrou os navios e observou a destruição do Scévola, que foi queimado depois de abandonado. 
Bouvet foi levado para o mar em sua nau capitânia Immortalité durante a tempestade e, quando o vento caiu em 29 de dezembro, ele decidiu abandonar a operação. Sinalizando para os navios à vista, ele ordenou que seu esquadrão restante navegasse para sudeste em direção a Brest. Alguns navios não conseguiram receber a mensagem e continuaram para o segundo encontro ao largo do rio Shannon, mas eram poucos e dispersos e nas tempestades contínuas nenhum desembarque foi possível. Com as provisões acabando, esses navios também viraram e navegaram para Brest, enquanto o tempo piorava mais uma vez.  Enquanto sua força expedicionária voltava para casa, Morard de Galles e Hoche chegaram à Baía de Bantry em 30 de dezembro, descobrindo que a frota havia partido. Com as suas próprias provisões quase esgotadas, a Fraternité e a Révolution foram forçadas a regressar também a França. A resposta britânica à tentativa de invasão continuou a ser inadequada, com os Colpoys chegando a Spithead em 31 de dezembro com apenas seis de seus navios ainda em formação.  Apenas um punhado de navios baseados em Cork sob o comando do contra-almirante Robert Kingsmill, principalmente HMS Polyphemus comandado pelo capitão George Lumsdaine e um esquadrão de fragatas, interferiu na frota francesa: Polifemo apreendeu o transporte Justine em 30 de dezembro e HMS Jason capturou o transporte Suffren pouco depois, embora ela tenha sido posteriormente recapturada pela fragata francesa Tartu. 

## Retirada
Os primeiros navios franceses a retornar a Brest chegaram em 1º de janeiro, incluindo a nau capitânia de Bouvet, Immortalité, acompanhada por Indomptable, Redoutable, Patriote, Mucius, Fougueux e alguns navios menores. Eles evitaram qualquer contato com navios de guerra britânicos e conseguiram atingir boa velocidade em um período de tempo relativamente calmo. Durante os dias seguintes, os navios franceses que se reuniram ao largo do Shannon voltaram mancando para casa, todos gravemente danificados devido ao mar cada vez mais agitado e aos ventos fortes.  Vários navios não regressaram de todo a França, incluindo a fragata Surveillante, que foi afundada na baía de Bantry em 2 de janeiro; muitos dos que estavam a bordo, incluindo o general Julien Mermet e 600 cavaleiros, foram resgatados por barcos da frota francesa restante, enquanto outros desembarcaram para se tornarem prisioneiros de guerra.   Em 5 de janeiro, Polifemo ultrapassou e capturou a fragata Tartu, de 44 canhões e 625 homens (incluindo tropas),  após quatro horas de combate intermitente. A Marinha Real mais tarde o colocou em serviço como HMS Uranie. Polifemo também capturou outro transporte, mas como o tempo estava ruim e a noite caía, ela não tomou posse. O capitão Lumsdaine de Polifemo relatou que o transporte estava vazando e emitindo sinais de socorro, mas não pôde ajudar. Ele achou altamente provável que ela tivesse afundado.  Este pode ter sido o transporte Fille-Unique, que naufragou no Golfo da Biscaia em 6 de janeiro, embora o destino dos 300 soldados a bordo seja desconhecido. 
No dia 7 de janeiro, as fragatas britânicas HMS Unicorn sob o comando do capitão Sir Thomas Williams, HMS Doris sob o comando do capitão Charles Jones e HMS Druid sob o comando do capitão Richard King, capturou o transporte Ville de Lorient, Druida escoltando o prêmio de volta a Cork. No dia seguinte, Unicórnio e Doris encontraram parte da força que tentou pousar em Shannon. Em menor número, as fragatas recuaram para oeste e encontraram as maltratadas Révolution e Fraternité, que se retiraram diante delas.  Isso impediu que Morard de Galles e Hoche se juntassem tardiamente ao seu esquadrão e os afastou da rota de volta à França. Quando Unicórnio e Doris reapareceram na manhã seguinte, estavam operando como batedores da frota de Bridport, que finalmente havia deixado o porto no início do ano novo e encontrado as fragatas durante a noite. Escapando da perseguição no meio do nevoeiro, Révolution e Fraternité navegaram diretamente para a França e chegaram a Rochefort em 13 de janeiro. 
A maioria dos navios franceses restantes chegaram a Brest em 11 de janeiro, incluindo Constitution, Trajan, Pluton, Wattignies e Pégase, este último rebocando o desmastreado Résolue . Em 13 de janeiro, a maior parte do restante retornou, incluindo Nestor, Tourville, Éole e Cassard com suas fragatas assistentes, enquanto a fragata Bravoure chegou sozinha a Lorient.  As perdas continuaram enquanto os franceses se aproximavam de Brest, o desarmado Suffren recapturado pelo HMS Daedalus ao largo de Ushant e queimado em 8 de janeiro, enquanto Atalante foi ultrapassado e capturado pelo HMS Phoebe em 10 de janeiro. Em 12 de janeiro, o navio-armazém Allègre foi capturado pelo brigue HMS Spitfire. 

### Droits de l'Homme
Em 13 de janeiro, toda a frota francesa havia sido contabilizada, exceto o pequeno brigue Mutine, que foi levado até Santa Cruz e capturado lá em julho,  e os 74 canhões Droits de l'Homme. Droits de l'Homme estava entre os navios comandados por Bouvet na baía de Bantry e depois com aqueles que seguiram para Shannon, mas quando a frota se desfez, ela se separou.  Com as provisões escassas e os desembarques ainda impossíveis, o capitão Jean-Baptiste Raymond de Lacrosse decidiu retornar à França de forma independente. O progresso foi lento porque Droits de l'Homme estava sobrecarregado com 1.300 homens, incluindo 800 soldados sob o comando do general Jean Humbert. Ela se atrasou ainda mais quando encontrou e capturou um pequeno corsário britânico chamado Cumberland.  Como resultado, La Crosse só chegou a Ushant em 13 de janeiro, onde encontrou o mesmo nevoeiro que permitiu à Révolution e à Fraternité alcançarem segurança. 

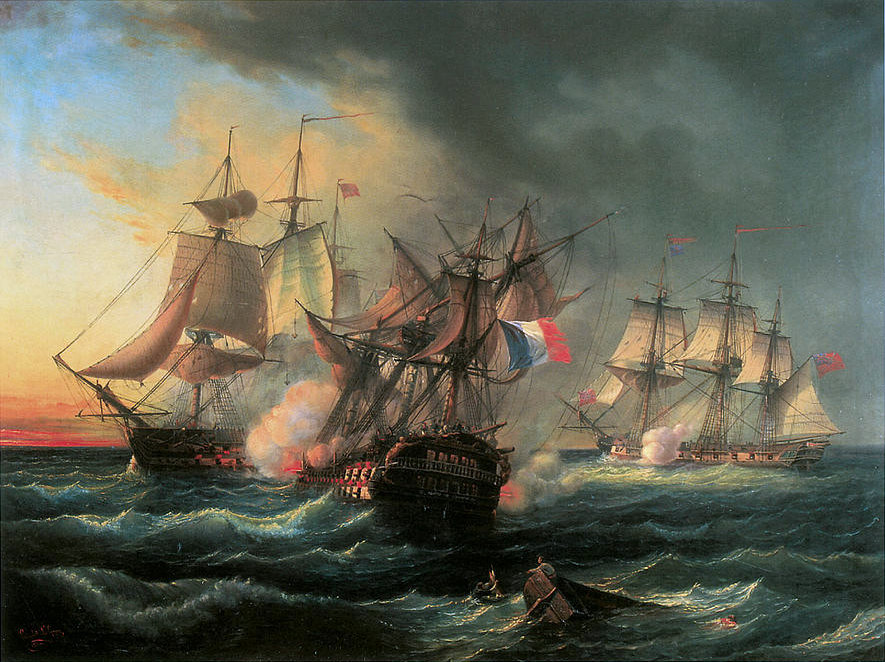
Batalha entre o navio de guerra francês Droits de l'Homme e as fragatas HMS Amazon e Indefatigable, 13 e 14 de janeiro de 1797, Leopold Le Guen

Às 13h, dois navios emergiram da escuridão para o leste e Lacrosse deu meia-volta em vez de arriscar seus passageiros em um combate inútil. Os navios persistiram e logo foram revelados como sendo as fragatas Indefatigable, comandadas pelo capitão Sir Edward Pellew, e Amazon, comandadas pelo capitão Robert Carthew Reynolds, que haviam recebido suprimentos em Falmouth e depois retornado à sua estação perto de Brest.  À medida que Droits de l'Homme rumava para sudoeste, os ventos aumentaram mais uma vez e o mar ficou agitado, impedindo que Lacrosse abrisse as portas de canhão em seu convés inferior sem grave risco de inundação e quebra de seus mastros superiores, o que reduziu a estabilidade de seu navio.  Percebendo as dificuldades de seu oponente, Pellew aproximou-se do navio maior e iniciou um fogo pesado. Às 18h45, o Amazon chegou ao alcance e as fragatas se combinaram para varrer repetidamente o navio francês. O combate continuou durante toda a noite, pontuado por pequenos intervalos em que os navios britânicos mais móveis repararam os danos da batalha fora do alcance dos canhões do Lacrosse. 
Às 04h20 do dia 14 de janeiro, os vigias dos três navios avistaram ondas quebrando imediatamente para o leste. Desesperado para escapar das fortes ondas, Indefatigable virou para o norte e Amazon virou para o sul, enquanto o maltratado Droits de l'Homme não conseguiu fazer qualquer manobra e dirigiu direto para um banco de areia perto da cidade de Plozévet, a força das ondas rolando-a sobre ela lado.  O Amazon também naufragou, embora em uma posição mais protegida que permitiu que a fragata permanecesse em pé. O único navio sobrevivente foi o Indefatigable, que foi capaz de contornar as rochas de Penmarck e alcançar mar aberto.  Enquanto Reynolds fabricava jangadas para trazer seus homens em segurança para a costa, os oficiais franceses em Droits de l'Homme não conseguiram lançar seus barcos, pois sua posição exposta nas ondas fortes destruiu todas as tentativas de chegar à costa e afogando centenas de homens. As perdas a bordo dos destroços aumentaram à medida que a tempestade continuava, rompendo a popa do navio e inundando o interior.  Na manhã de 15 de janeiro, um grupo de prisioneiros de Cumberland chegou à costa em um pequeno barco, mas as tentativas subsequentes falharam e só em 17 de janeiro o mar se acalmou o suficiente para que o pequeno navio de guerra Arrogante se aproximasse dos destroços e removesse os 290 sobreviventes. 

## Consequências
A tentativa francesa de invadir a Irlanda terminou em fracasso total. Com excepção de um punhado de prisioneiros de guerra, nenhum soldado francês desembarcou com sucesso na Irlanda, apesar de alguns navios terem permanecido ao largo da costa durante quase duas semanas. Doze navios foram perdidos e mais de dois mil soldados e marinheiros morreram afogados.  A invasão foi abandonada, Hoche e seus homens restantes foram devolvidos ao exército para servir na Alemanha, e o general morreu nove meses depois de causas naturais.  A Marinha Francesa, embora criticada por não ter conseguido desembarcar a força expedicionária, também foi elogiada por ter conseguido chegar à Irlanda e regressar sem encontrar o corpo principal da frota britânica. Esta conquista encorajou novas tentativas de invasão, incluindo um desembarque em Fishguard, no País de Gales, em fevereiro de 1797 (Batalha de Fishguard) e uma segunda invasão da Irlanda em meados de 1798. 
Na Grã-Bretanha, a resposta da Marinha Real à campanha francesa foi fortemente criticada; ambas as frotas designadas para interceptar a frota de invasão falharam, as únicas perdas infligidas aos franceses vieram do pequeno esquadrão de Cork ou das fragatas independentes de Pellew.  White foi recompensado por seus serviços em terra com o título de Barão Bantry.  No mar, Colpoys foi substituído no comando do bloqueio de Brest pelo contra-almirante Sir Roger Curtis, e extensas implantações no Golfo da Biscaia foram feitas em fevereiro e março para evitar novas operações francesas.  Além disso, também foram enviados reforços à frota ao largo de Cádiz sob o comando do vice-almirante Sir John Jervis, que venceu a Batalha do Cabo de São Vicente em 14 de fevereiro. Essas implantações estendidas eram impopulares entre os marinheiros regulares e em abril eclodiu o Motim Spithead, paralisando a Frota do Canal. Os franceses, ainda a recuperar das derrotas na campanha de inverno, não conseguiram responder. 
Na Irlanda, o fracasso da força expedicionária francesa foi fonte de grande frustração: Wolfe Tone, que esteve a bordo do Indomptable durante toda a viagem, relatou que sentiu que poderia ter tocado qualquer um dos lados da baía com as duas mãos.  Adiando a revolta, Tone continuou a reunir apoio na Europa, levantando uma frota nos Países Baixos para uma tentativa de invasão que terminou em destruição na Batalha de Camperdown.  Em maio de 1798, uma repressão britânica prendeu os líderes dos Irlandeses Unidos na Irlanda e provocou a Rebelião Irlandesa. Quando os franceses conseguiram reunir uma pequena força e chegar à Irlanda em agosto, a rebelião estava quase no fim e o inadequado exército francês, liderado por Jean Humbert, rendeu-se em setembro na Batalha de Ballinamuck.  Uma tentativa de invasão subsequente no mês seguinte também terminou em fracasso, quando o esquadrão de invasão foi interceptado e derrotado na Batalha de Tory Island.  Wolfe Tone foi capturado na ação na Ilha Tory e cometeu suicídio na prisão. Sua morte, combinada com a derrota militar e as represálias contra os rebeldes irlandeses, pôs fim à Sociedade dos Irlandeses Unidos e aos planos de invasão francesa. 

## Nota
a.↑ As fontes variam quanto ao número exato de tropas francesas que eventualmente participaram da campanha. Pakenham dá 12.000, Clowes, James, Woodman e Henderson sugerem 18,000 (embora James cite estimativas entre 16.200 e 25.000), enquanto Regan e Come indicam aproximadamente 20.000, embora Come comente que eles eram de baixa qualidade.